# エキノコックス症

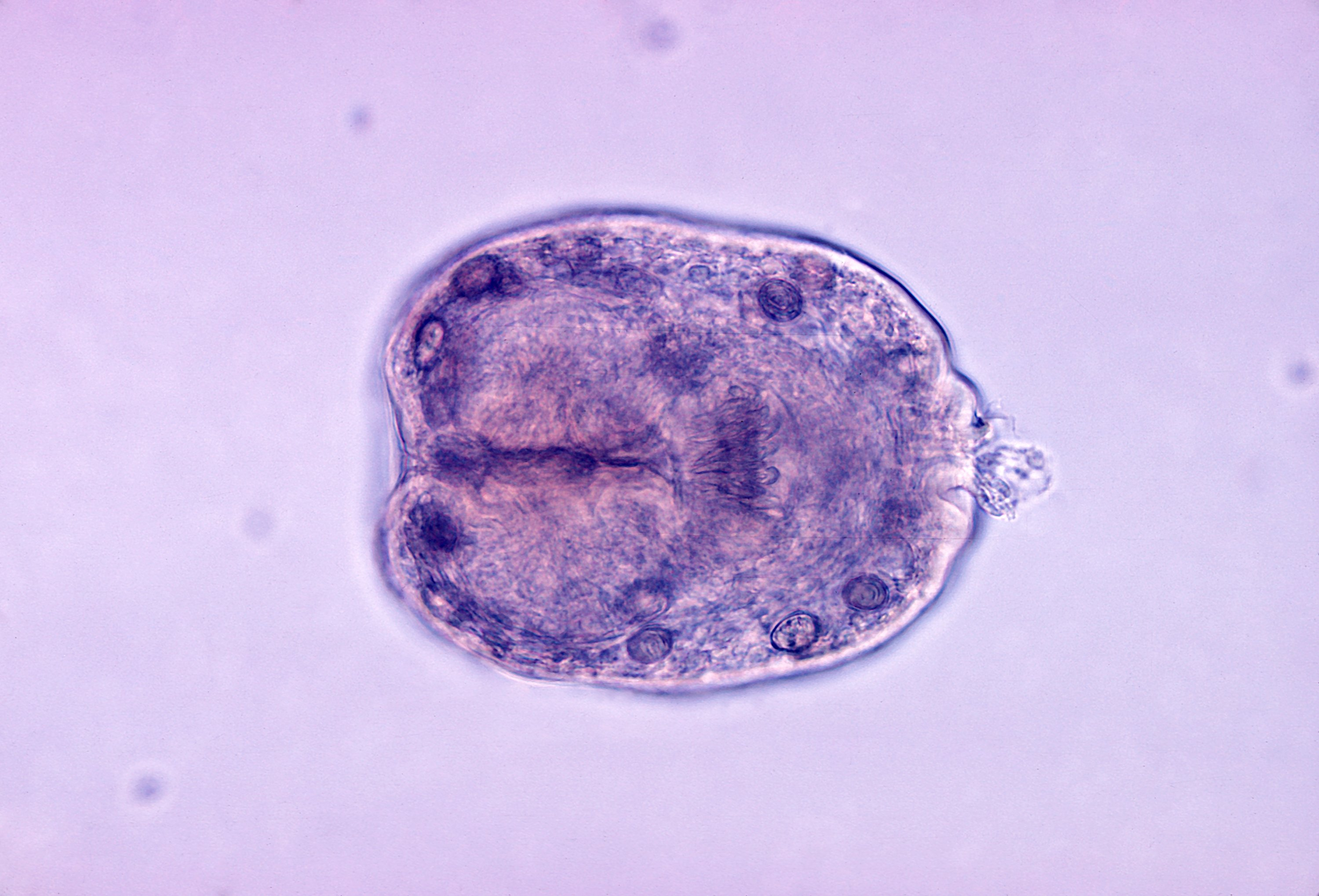
単包条虫の原頭節

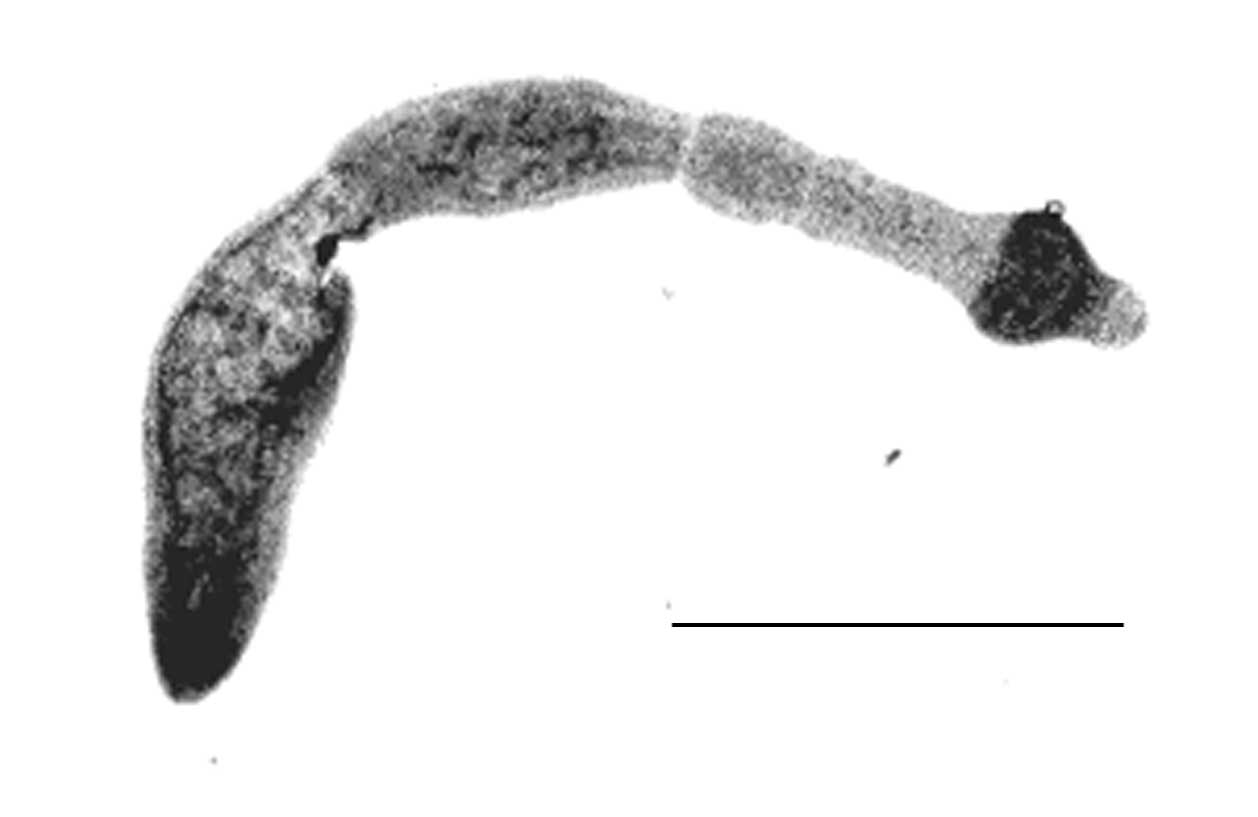
多包条虫

エキノコックス症（エキノコックスしょう）とは、寄生虫の1種であるエキノコックスによって人体に引き起こされる感染症の1つである。包虫症（ほうちゅうしょう）などとも呼ばれる。
エキノコックスとは、扁形動物門条虫綱真性条虫亜綱円葉目テニア科エキノコックス属に属する生物の総称である。区分すると、単包条虫 Echinococcus granulosus による単包性エキノコックス症と、多包条虫 Echinococcus multilocularis による多包性エキノコックス症に分けられる。そのうち、単包性エキノコックス症は牧羊地帯に好発し、日本においては輸入感染症として認知されている。
原因は、おもにキタキツネやイヌ・ネコ・タヌキ・オオカミなどイヌ科をはじめとする肉食動物（イヌ科以外の例外もあり）の糞に混入したエキノコックスの卵胞を、水分や食料などの摂取行為を介してヒトが経口感染することによって発生するとされる、人獣共通感染症である。卵胞はそれを摂取したヒトの体内で幼虫となり、おもに肝臓に寄生して発育・増殖し、深刻な肝機能障害を引き起こすことが知られている。それゆえ、肝臓癌との誤診を経て外科手術時にエキノコックス症と判明することもある。

## 症状
無症状の潜伏期間が長く、成人の場合で10年から20年、小児で5年以上かかるといわれている。
患者の98%が、肝臓に病巣を形成される。嚢胞が小さい感染初期は無症状であるが、やがて肝臓腫大を引き起こして右上部の腹痛、胆管を閉塞して黄疸を呈して皮膚の激しい痒み、腹水をもたらすこともある。次に侵されやすいのは肺で、咳、血痰、胸痛、発熱などの結核類似症状を引き起こす。そのほかにも、脳、骨、心臓などに寄生して重篤な症状をもたらすことがある。また、嚢胞が体内で破れて包虫が散布され、転移を来たすこともしばしばあり、内容物が漏出するとアナフィラキシーショックを起こす。本虫の引き起こす症状は、大型の条虫の場合よりも重篤である。

## 診断

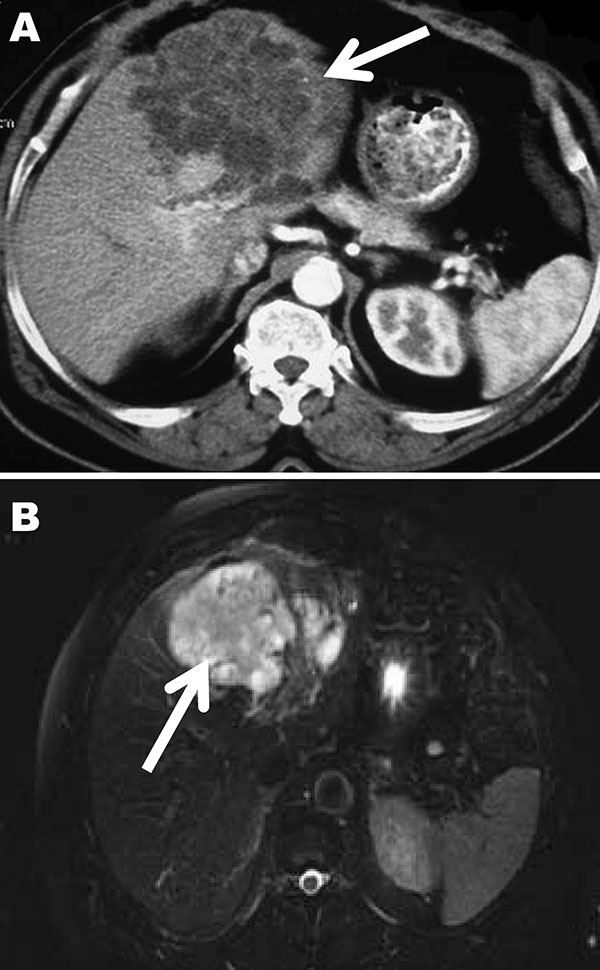
患者の腹部断層撮影画像

血清検査
ELISA法により血清中のエキノコックス抗体を検出する。
ウエスタンブロット法 (WB) により抗体陽性確認を行う。
問診
日本では北海道在住か北海道への旅行歴がある（北海道に生息しているキタキツネがエキノコックスに感染している場合があるため）。
理学的所見
関節に骨性の肥大が見られる。
胸部レントゲン撮影、胸部CTスキャン、腹部レントゲン撮影、腹部CTスキャン、カソニ皮内試験、間接血球凝集検査
嚢胞の存在と位置を確認。
腹部エコー所見
石灰化陰影が粒状に認められる。
腹部X線所見
肝臓の部位に一致して卵殻状の石灰化が見られる。
腹部CT所見
嚢胞壁に石灰化が見られる点が特徴的である。
末梢血所見
好酸球増多（一般に寄生虫がいると好酸球が増加することを利用）。
生検
腹腔鏡

## 治療
発症前の診断と治療開始が重要。放置した場合の5年後の生存率は30%と言われている。

### 根治治療
手術療法
有効な治療であるが、臨床症状が出現した時点ではもはや取りきれない事が殆どである。また嚢胞の位置と患者の状態から外科的切除が困難な場合がある。
化学療法
手術療法が困難な場合に行われる。本症に対する内服薬は、1981年（昭和56年）にアルベンダゾール albendazole が開発され、欧米で用いられてきた。日本でも1994年（平成6年）に認可され、使用が可能となっている。

### 根拠
治療の有効性については質の高い根拠が得られている。

## 予後と転帰
嚢胞を外科的に手術した場合の結果は良好だが、自覚症状が出現した（2次的嚢胞が発達）場合にはそれほど良くない。

## 疫学
発生は10万人に1人の割合。世界における疾病負荷 (DALY) は最低でも28.5万歳、経済的コストは年間1.94億米ドルとされる。
シベリア、南米、地中海地域、中東、中央アジア、アフリカ、日本北部に多い。米国ではミシシッピ川下流域、アラスカ、およびカナダ北西部で見られる。危険因子は牛、羊、豚、鹿との接触、または犬、狼、コヨーテの糞との接触がある。

### 日本
感染症法4類感染症指定で、原因となる多包条虫が、緯度の高い北海道（38度以北）に生息している。毎年約20名がエキノコックスに感染しているが、保健衛生指導とイヌの定期的な条虫駆除で予防できる。他に生水を飲まない、発生地の沢水や井戸水は加熱してから使用する、人家にキツネを近づけない、山菜などは良く洗うか火を通して食べる予防法がある。しかし、虫卵の分布や汚染状況が不明で、ヒトへの正確な感染経路の同定はできていない。
熱には弱く、60度10分間加熱で死滅する。症状が出てからの治療は困難な為スクリーニング検査が重要であり、北海道では広く行われている。
- 1998年8月 青森県で食肉用に屠殺されたブタでの感染が確認された[5]が、周辺の野生動物から病原体は検出されておらず、ブタの感染源は不明である[6]。弘前大学医学部の研究チームらにより、1990年から流行の監視が行われている[5]。
- 1999年（平成11年）11月から2006年（平成18年）1月にかけて、根室半島で駆虫薬入りのキタキツネ用の餌を散布し、キタキツネのエキノコックス感染率のデータ収集が行われた。散布開始時から2006年（平成18年）3月までの期間に捕獲したキタキツネの感染率は、駆虫薬入り餌を散布した地域での感染率は20%、散布しなかった地域での感染率は62%であった[7]。
- 2007年 山形県 米沢市営と畜場へ搬入されたウマから発見[8]。
- 2014年 愛知県でイヌ1頭の感染が報告されているが、感染経路は不明[9]。
- 2021年 国立感染症研究所が愛知県の知多半島内で定着したとの見解を示す [10]。

## 歴史

### 日本では
- 単包性エキノコックス症は1881年（明治14年）に熊本で日本最初の症例が報告[11]。
- 多包性エキノコックス症は1936年（昭和11年）に礼文島出身の女性が本症と診断されたのが最初[12]。1924年（大正13年）から1926年（大正15年）に千島列島の新知島から野ねずみ駆除と毛皮養殖用に移入した12尾のベニギツネが感染源になった。1963年（昭和38年）頃までに約200名の島民が本症で死亡したが、現在はキツネ狩りによりキツネを根絶した結果、本症も根絶され礼文島は非汚染地域。
- 北海道（道東）では別ルートで侵入（複数の説がある）した感染キツネの生息範囲が拡大した結果、1965年（昭和40年）から対策を行ったが現在では北海道全域で多包条虫が見られる[13]。
- 長い間屋内で飼育されている飼い犬はエキノコックスに感染する可能性が小さいと考えられてきたが、屋内で飼育されていた飼犬にも感染が確認された。郊外で放して遊ばせたりした際に、野ネズミを捕まえて食べたものと考えられる。
- 1994年（平成6年）には、旭山動物園において、ローランドゴリラ、ワオキツネザルが相次いで感染・死亡した上に、人間への感染不安が高まり、同動物園は8月27日に営業休止に追い込まれた。
- 1999年（平成11年）に青森県で、養豚場のブタ3頭が感染していることが判明した（感染経路は不明）。ただし、周辺の野生動物の調査では検出されておらず、本州に定着したとは考えられていない。2003年（平成15年）には、北海道に住んだ経験のある関東地方のイヌが1頭感染していたことも判明。
- 1999年（平成11年）に秋田県で本症感染が報道されたが、肝蛭 Fasciola sp. であった[14]。
- 2003年（平成15年）に畑正憲が北海道から東京に「ムツゴロウ動物王国」を移転させる計画を発表した時に、同氏が飼っている動物がエキノコックス症に感染しているのでは、と問題になった。
- 2004年（平成16年）10月からは、犬のエキノコックス症を診断した獣医師には届出が義務付けられた。
- 2005年（平成17年）9月8日、本州への拡大が懸念されており、埼玉県が県内の野犬からエキノコックス虫卵が検出されたと発表した。
- 2007年（平成19年）8月29日には、北海道大学の研究チームが、北海道内の600匹の飼い猫を調べたところ1匹の猫からエキノコックス虫卵が検出されたことを発見した。
- 2014年（平成26年）4月4日には、愛知県半田保健所管内の動物病院の獣医師から、山中で捕獲された野犬のエキノコックス症を診断した旨の届出があった。
- 2018年（平成30年）3月　愛知県の知多半島の知多市、阿久比町、南知多町で3頭の野犬の糞からエキノコックスが検出された[15]。
- 2021年（令和3年）2月　愛知県の知多半島の常滑市、半田市で2頭の野犬の糞からエキノコックスが検出された。前年度に引き続いての確認。[16]。

## 感染対策

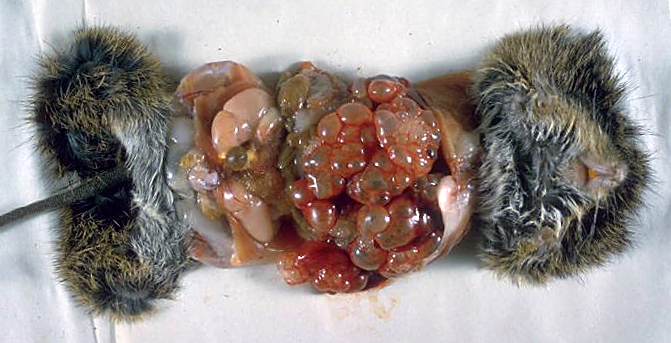
感染ネズミを解剖した様子

直接的な対策は多くの経口型感染症対策と同じく、「手指の洗浄励行」、「汚染の恐れがある食物はよく洗い加熱する」などであり、排出された虫卵を経口摂取する可能性を低減する効果が期待できる。また、感染終宿主との接触を避けることも重要である。
住環境
すなわち媒介動物対策となる。つまり、主要な感染源となるキツネや野犬を人家周辺に近づけないための対策が重要で、餌となる畜産廃棄物、水産廃棄物、生ゴミなどの適正な保管・処理が不可欠とされる。
媒介動物
北海道のいくつかの地域において駆虫薬入り餌の散布による、野生キツネからのエキノコックス駆虫が行われ始めている。かつては、汚染地域内のキツネの捕獲やネズミ駆除が行われたが、効果が認められず失敗した。

## 関連法規
- 感染症法 4類感染症：診察した獣医師、医師は地元の保健所を通じて7日以内に都道府県知事に届け出る義務がある[17]。
- 厚生労働省はイヌや野ネズミがエキノコックスを本州に運ぶ危険性を強く警告している。
- 疾病コード：未定

## エキノコックス症を取り上げた作品
ブラック・ジャック
手塚治虫の漫画作品。第117話「ディンゴ」では、農薬によって突然変異を遂げたエキノコックス（作中表記は「エヒノコックス」）が農地の周辺住民たちへ寄生して地域単位で死に至らしめ、そこを訪れた主人公のブラック・ジャックにも寄生する。このエキノコックスはピンセットで摘まみ上げられるほど大型化しており、宿主の体内で強力な毒素を生成して死に至らしめるという設定になっている。
ブラック・ジャック (OVA)
上記作品を原作としたOVA作品。第4話「拒食、ふたりの黒い医者」では、第一次世界大戦中に生物兵器への改造を経て極秘廃棄されたエキノコックスが、廃棄場にて小動物への感染を経て後年まで生き延びており、訪れた一般人へ寄生する。このエキノコックスは封入容器の経年劣化によって漏れ出た後、感染した小動物による創傷感染を経て被寄生者の脳の食欲中枢へ寄生し、拒食症を発症させて被寄生者を死に至らしめるが、生物兵器への改造に際して神経組織への擬態能力を付加されていたため、通常検査では発見できないという設定になっている。
ばくおん!!
おりもとみまなの漫画作品。第10話（アニメ第4話）では、登場人物の父が北海道をオートバイでツーリング中にキタキツネを避けようとして事故に遭った際、キタキツネに舐められたことによって感染している。
Dr.コトー診療所
山田貴敏の漫画作品。第40話「Dr.コトー、洗濯する。」 - 第43話「Dr.コトー、反省する。」では、16年前の北海道で飼い犬・ゴローに感染していたエキノコックスが、現在の転居先である離島内の小動物への感染を経て住民にも感染したことから、その経緯を知らない住民たちの間では伝染病との噂が立つ。真相を突き止めた主人公の医師・五島の手術で事態は沈静化するが、ゴローは老衰で死亡する。
ふるさと
矢口高雄の漫画作品。東京で主人公の太平、妹のミズナの2人の子と共に生活していた杉村良平は、妻・京子とは彼女の不倫がきっかけとなり別居状態であった。心機一転と、良平が子どもたちと3人で故郷の秋田県にUターンするところから物語が始まる。ある冬の日、良平は作品中盤で正式に離婚した京子が体調を崩し、入院したとの知らせを受ける。良平は太平とミズナには「風邪をこじらせただけ」と伝え、2人を東京へ見舞いに行かせるが、実際には京子はエキノコックスに感染しており、その原因は10年前に新婚旅行で訪れた北海道にて小川の水を飲んだことであった。作品終盤、良平と京子は和解し復縁を決めるが、直後に京子の容態は急変、家族たちに看取られ死亡する。
きつね
仲倉重郎監督の映画作品。療養のために北海道を訪れていた14歳の少女が35歳の男性と出会い、恋に落ちる。少女は男性と交際を始めるが、やがて肝臓の手術のために彼の前から立ち去る。病院で自分のカルテを盗み見た少女は、自分がエキノコックス症で手遅れの状態であることを知ると、再会した男性にキツネを撃ち殺すよう頼み込む。